# Comtat de Blois

Premers comtes de Blois: D'azur, una banda d'argent, flanquejada separada per dues línies d'or.

Comtes de Blois de la família de Châtillon

El comtat de Blois fou una jurisdicció feudal de França originada vers el 900. El primer vescomte del qual hi ha notícies és Garnegaud, mort el 906. El seu successor fou el cavaller borgonyó Tibau el Vell que va rebre també el vescomtat de Tours el 908 i vers el 940 es va titular comte de Blois i Tours. Va morir el 943 i el va succeir el seu fill Tibau o Tibald el Trampós que vers el 960 va ocupar el comtat de Chartres. El seu fill Eudes I va ser comte de Blois, Chartes, Tours, Chateaudun, Provins i Reims.
Va morir el 995 i el va succeir el seu fill Tibald II, mort el 1004. El seu germà Eudes II va afegir als seus dominis el comtat de Meaux i el comtat de Troyes. Va morir el 1019 i els dominis es van fraccionar. La dinastia va seguir a Blois fins que va morir Tibald VI, que va deixar una filla, Margarita, que va aportar els dominis a la casa d'Avesnes, però va morir deixant hereva a la filla Maria, que ho va aportar a la casa de Châtillon, en mans de la qual va restar fins al 1397 quan fou cedit a la casa d'Orleans per manca de descendència.

## Llista de comtes de Blois
- Tibald o Teobald el Vell ?-940 (vescomte de Blois)
- Tibald o Teobald I de Blois anomenat el Trampós, 940-978, vescomte de Blois, 956-978 conquesta Chartres i Châteaudun i agafa el títol de comte de Blois, Chartres i Châteaudun 956-978
- Eudes I de Blois, comte de Blois, de Chartres, i de Châteaudun 978-996, comte de Provins i de Reims
- Tibald o Teobald II 996-1004 comte de Blois, de Chartres, de Châteaudun, de Provins i de Reims
- Eudes II de Blois, 996-1037 comte de Blois, de Chartres, de Châteaudun, de Provins i de Reims († 1037), comte consort de Meaux o Xampanya com Eudes I.
- Tibald o Teobald III 1037-1089 (fill)
- Esteve Enric 1089-1102 (fill)
- Tibald o Teobald IV el Gran 1102-1152 (fill), comte de Xampanya el 1125
- Tibald o Teobald V el Bo 1152-1191 (fill), comte de Blois i Chartres
- Lluís de Blois, Chartres i Clermont, casat amb Caterina, comtessa de Clermont 1191-1205 (fill)
- Tibald o Teobald VI 1205-1218 (fill)
- Margarita de Blois 1218-1230, comtessa de Blois i Chateaudun (filla)
- Gualteri II d'Avesnes, comte consort de Blois i Chartres, i comte de Guisa 1218-1230
- Maria d'Avesnes (filla) 1230-1241
- Hug de Châtillon comte de Saint-Pol, comte consort de Blois i Chartres 1230-1241
- Joan I de Blois-Châtillon 1241-1280 (fill)
- Joana de Blois-Châtillon 1280-1292 (filla)
- Pere de França, comte d'Alençon i Valois, comte consort de Blois i Chartres 1280-1283
- Hug II de Blois-Châtillon 1292-1307 (cosí)
- Guiu I de Blois-Châtillon 1307-1342, (fill) comte de Blois i de Dunois
- Lluís I de Blois-Châtillon 1342-1346 (fill), comte de Blois i de Dunois
- Lluís II de Blois-Châtillon 1346-1372 (fill) comte de Blois i de Dunois
- Joan II de Blois-Châtillon 1372-1381, comte de Blois i de Dunois (germà)
- Guiu II de Blois-Châtillon 1381-1397, comte de Blois i de Dunois, (germà)

- A la mort del seu hereu Lluís el 1391, Guiu va cedir per a després de la seva mort els seus dominis a Lluís I d'Orleans.

## Genealogia de la primera dinastia de Blois
```
|->
Tibald el Vell o l'Ancià
, vescomte de Blois († 
940
)
X Riquilda de Bourges, també coneguda com 
Riquilda del Maine
 (+ després de 942)
|
|->Ricard, arquebisbe de Bourges († 
969
)
|->
Tibald I 
el Trampós
, comte de Blois, de Chartres, i de Châteaudun († vers 
978
)
| X Lietgarda de Vermandois
| |
| |->Tibald († 
962
)
| |->Hug, arquebisbe de Bourges (969 † 
985
)
| |->
Eudes I
, comte de Blois, Chartres, Chateaudun, Provins i Reims († 
996
)
| | X 
Berta de Borgonya

| | |
| | |->
Tibald II
, comte de Blois, de Chartres, de Châteaudun, de Provins i Reims († 
1004
)
| | |->
Eudes II
, comte de Blois, Chartres, Châteaudun, Provins i Reims, consort de Meaux-Xampanya († 
1037
)
| | | X Matilde de Normandia
| | | X Ermengarda d'Alvèrnia
| | |->Agnes
| | X Jofré II, vescomte de 
Thouars

| |
| |->Emma de Blois
| X 
Guillem Bras de Ferro
, comte de Poitiers
|
|->NN.
X 1 
Alan II de Bretanya
, anomenat Barba Torta
X 2 
Folc II el Bo
 († 958), comte d'Anjou
```